# Wilhelm de Courbière

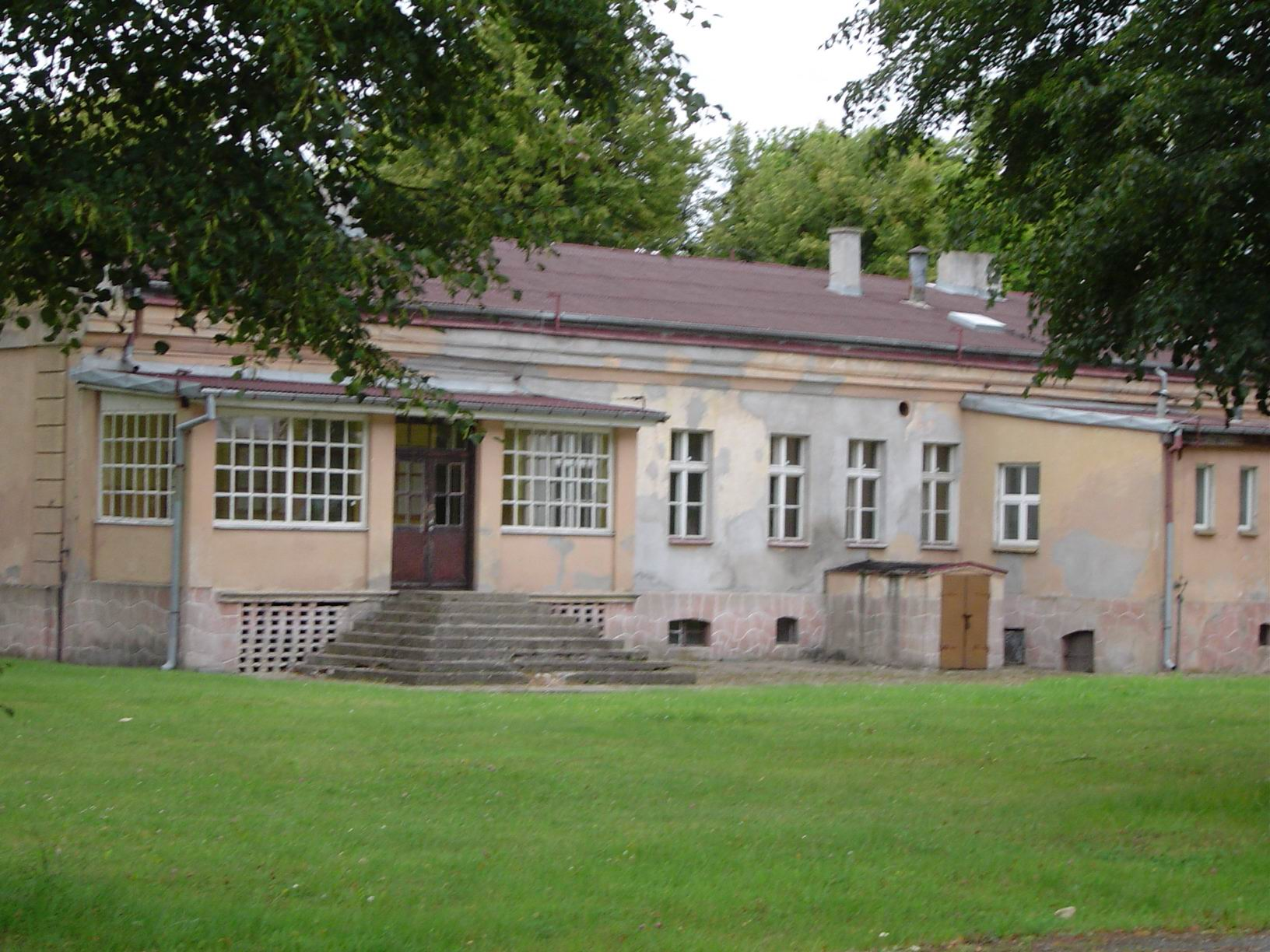
Dom Courbière’a na terenie grudziądzkiej Cytadeli

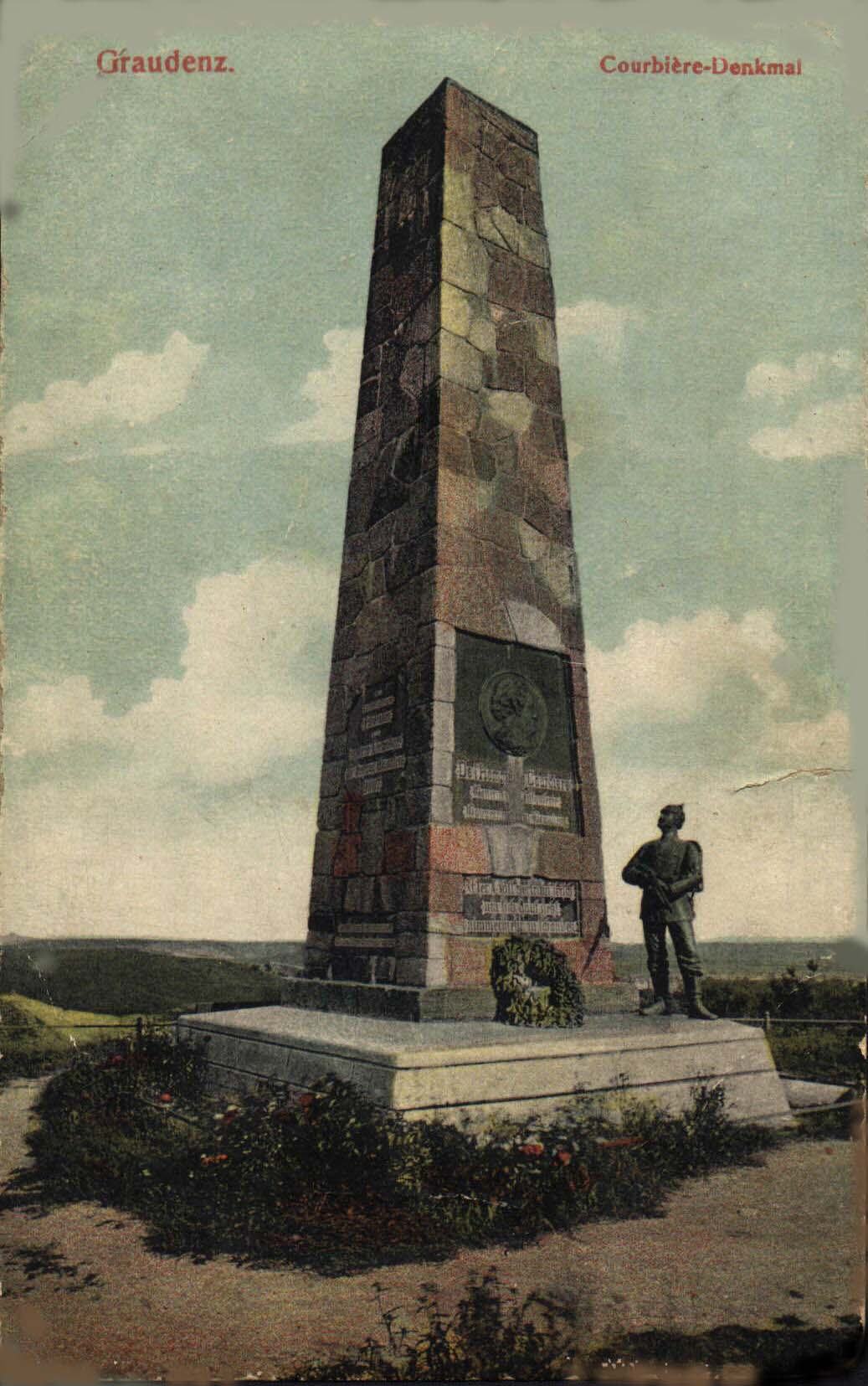
Nieistniejący dziś pomnik Courbiere'a w grudziądzkiej twierdzy

Wilhelm de Courbière, właśc. Wilhelm René baron de l’Homme, Seigneur de Courbière (ur. 25 lutego 1733 w Maastricht; zm. 23 lipca 1811 w Grudziądzu) – pruski generał, który stał się sławny dzięki swemu stwierdzeniu: „il existe encore un Roi de Graudenz” („Jest jeszcze król Grudziądza”) w odpowiedzi na wezwanie do poddania uzasadnione abdykacją króla Fryderyka Wilhelma III.
Guillaume René de l'Homme de Courbière pochodził ze starej francuskiej rodziny arystokratycznej z Delfinatu we Francji. Syn holenderskiego oficera. Wstąpił w wieku 14 lat do służby holenderskiej, którą jednak opuścił i przeszedł do armii pruskiej.
Courbière był gubernatorem generalnym Prus Zachodnich i gubernatorem Grudziądza, szefem 58. Pułku Piechoty i rycerzem wszelkich pruskich zakonów.
Wsławił się obroną grudziądzkiej Cytadeli przed wojskami Napoleona, podczas gdy wszystkie inne pruskie twierdze poddawały się bez walki.
W 1814 roku na terenie cytadeli wybudowano pomnik ku czci jej byłego komendanta Courbiere'a. Budowę monumentu sfinansował król Prus Fryderyk Wilhelm III.
Jego grób znajduje się na terenie 3 bastionu twierdzy w Grudziądzu.